# Калипсо
Кали́псо или Калипсо́ (допустимы оба варианта ударения; др.-греч. Καλυψώ — «та, что скрывает»; лат. Calypso) — в древнегреческой мифологии нимфа острова Огигия (расположенного, по некоторым данным, в Западном Средиземноморье), где Одиссей, попав туда на обломке корабля, провёл с нею семь лет.

## Основной миф
Дочка Атланта и (по Гигину) океаниды Плейоны. По иным версиям — дочь Гелиоса и океаниды Персеиды; дочь Океана.
На Огигии Калипсо жила среди прекрасной природы, в гроте, увитом виноградными лозами. Будучи искусной ткачихой, ежедневно проводила некоторое время за станком, облачённая в прозрачное серебряное одеяние.
Калипсо держала у себя Одиссея, по некоторым источникам, восемь лет, скрывая от остального мира (по иной версии — год). Она тщетно желала соединиться с Лаэртидом навеки, предлагая ему бессмертие и вечную юность. Одиссей, однако, не переставал тосковать по родине и по жене. Наконец боги сжалились над ним и послали к нимфе Гермеса с приказанием отпустить Одиссея. Калипсо пришлось повиноваться, и она отпустила возлюбленного, предварительно оказав ему помощь в строительстве плота, на котором он и отправился в дальнейшее плавание.
Их дети в «Одиссее» Гомером не упомянуты. По другим авторам, Калипсо родила от Одиссея сына Латина либо двух сыновей — Навсифоя и Навсиноя. Также родила от Гермеса кефалленов.
По версии римского писателя Гая Юлия Гигина, Калипсо покончила с собой из-за любви к Одиссею.

## Интерпретации
Каллимах утверждал, что остров Калипсо — это Гавд (Гоцо близ Мальты). По Аполлонию Родосскому, она жила на острове Нимфея в Адриатике.
Покинув Калипсо, Одиссей таким образом побеждает духовную смерть и возвращается в мир жизни.

## Родственные связи

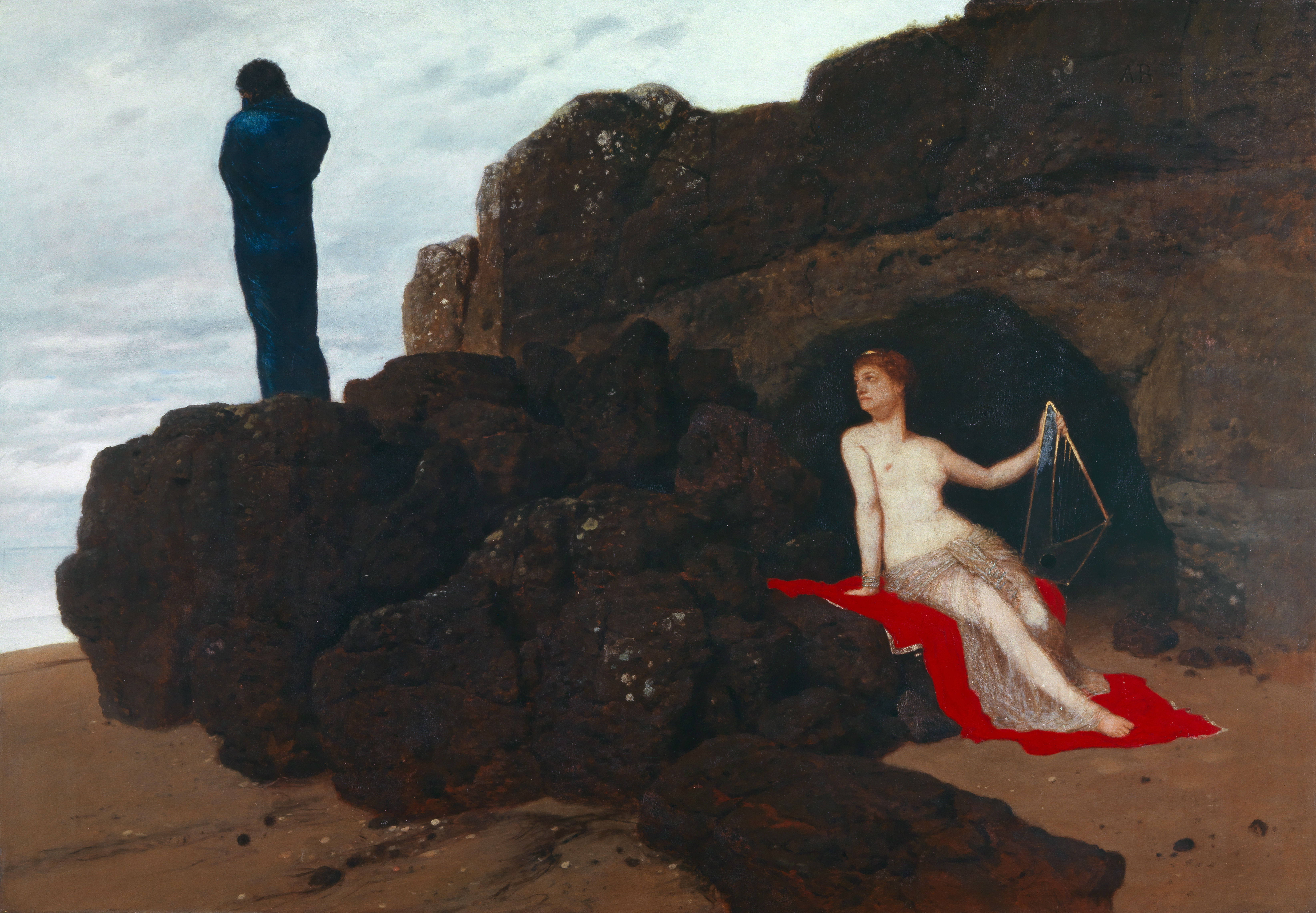
«Одиссей и Калипсо» (1883).
Картина швейцарского художника Арнольда Бёклина

- Дочь титана Атланта, держателя небесного свода, и океаниды Плейоны (по другой версии, дочь Гелиоса (Аполлона) и Персеиды).
- братья и сестры:
  - Плеяды
  - Гиады (Калипсо также иногда причисляют к числу гиад)
  - Гиас
- дети от Одиссея:
  - Навсифой
  - Навсиной
  - Анкий (Антий). (Или же — сын Энея)
  - Ардей. (Или же — сын Энея)
  - Ром (мифология). (Или же — сын Энея)
  - Авсон (Авзон) — родоначальник авсонов, древнейшего племени Италии, первый царь Италии. (Или — сын Цирцеи)
  - Латин — родоначальник латинов. (Или — сын Одиссея и Цирцеи, или — сын Телемаха)

## В культуре
- В честь Калипсо названы астероид (53) Калипсо, открытый в 1858 году, и малый спутник Сатурна Калипсо, открытый в 1980 году.
- «Калипсо» — имя корабля Жак-Ива Кусто. Композиция под названием «Сalypso» есть у французского музыканта Жан-Мишеля Жарра.
- Действующее лицо комедии Анаксилая «Калипсо».
- Является действующим лицом фантастического романа Эдуарда Геворкяна «Тёмная гора», где представлена потомком атлантов.
- В четвёртой книге цикла романов Рика Риордана о Перси Джексоне «Перси Джексон и лабиринт смерти» Калипсо представлена как дочь Атласа, заключённая под домашний арест на родном острове Огигия за помощь титанам во время первой войны титанов против богов. Раз в тысячу лет боги посылают на остров героя, потерпевшего крушение, в которого нимфа не сможет не влюбиться и который, несмотря на красоту Калипсо и на прекрасный мирный остров, не может там остаться по своим причинам, что является частью наказания Калипсо.
- В мини-сериале Андрея Кончаловского «Одиссея» роль Калипсо сыграла Ванесса Уильямс.
- В фильме «Пираты Карибского моря: На краю света» Калипсо предстаёт морской богиней, заточённой пиратами в человеческом теле и впоследствии освобождённой. Её роль сыграла Наоми Харрис.
- Ключевой персонаж серии игр Twisted Metal носит имя Калипсо.